# Dariusz Parzeński
Dariusz Parzeński (ur. 24 lipca 1968 w Ostrowie Wlkp.) – polski koszykarz, który może poszczycić się największą liczbą rozegranych meczów w Polskiej Lidze Koszykówki. Wychowanek Stali Ostrów, był wieloletnim jej kapitanem. Posiada wyższe wykształcenie, jest architektem.
Dariusz Parzeński jest ojcem polskiego koszykarza – Jakuba Parzeńskiego.

## Kariera
- 1986–1987 Stal Ostrów Wielkopolski (POL)
- 1987–1995 Śląsk Wrocław (POL)
- 1995–1998 Mazowszanka PEKAES Pruszków (POL)
- 1998–2003 Stal Ostrów Wielkopolski (POL)
- 2003–2004 Czarni Słupsk (POL)
- 2004–2006 Stal Ostrów Wielkopolski (POL)
- 2006–2007 Rawia Rawicz (POL)
- 2007–2009 Open Basket Pleszew (POL)

## Osiągnięcia
- Indywidualny Mistrz Polski: 1991, 1992, 1993, 1994 (Wszystkie Śląsk)[2], 1997 (Pekaes)
- Indywidualny Wicemistrz Polski: 1989 (Śląsk)[2], 1998 (Pekaes)
- Brązowy medalista Mistrzostw Polski: 1990 (Śląsk)[2], 2002 (Stal Ostrów)
- Półfinał Pucharu Koracia z Mazowszanką PEKAES Pruszków: 1997
- Przez dłuższy czas grał w Kadrze Polski
- Mistrz świata w maxikoszykówce (2009 – kategoria +40)[3]